# Valea Hogei
Valea Hogei – wieś w Rumunii, w okręgu Bacău, w gminie Lipova. W 2011 roku liczyła 271 mieszkańców.